# 나디아 쿤다
나디아 쿤다(아랍어: نادية كوندا, 영어: Nadia Kounda, 1989년 10월 24일 ~ )는 모로코의 배우이다.